# Netreba (rejon tarnopolski)
Netreba (ukr. Нетреба) – dawna wieś na Ukrainie w rejonie tarnopolskim należącym do obwodu tarnopolskiego.
Leżała między Czumalami a Hlinczukami. Wieś nie istnieje. 

## Historia
Netreba to dawniej samodzielna wieś. W II Rzeczypospolitej stanowiła gminę jednostkową Netreba w powiecie zbaraskim w województwie tarnopolskim.
1 sierpnia 1934 r. w ramach reformy na podstawie ustawy scaleniowej Netreba weszła w skład nowej zbiorowej gminy Dobrowody, gdzie we wrześniu 1934 utworzyła gromadę.
W nocy 8 na 9 września 1944 nacjonaliści ukraińscy z OUN-UPA zamordowali tutaj 30 Polaków, w tym kilku uciekinierów z Wołynia, którzy w Netrebie szukali schronienia.
Po wojnie włączona w struktury ZSRR. 
W 1995 r. na cmentarzu w Korfantowie odsłonięto pomnik upamiętniający Polaków pomordowanych przez banderowców m.in. w Netrebie. 